# Hubblova spremenljiva meglica
Hubblova spremenljiva meglica (znana tudi kot NGC 2261 ali Cadwell 46) je spremenljiva meglica v ozvezdju Samoroga. Osvetljuje jo zvezda R Samoroga, spremenljivka tipa zvezde T Bika, ki ni neposredno vidna. Hubblovo spremenljivo meglico je fotografiral Edwin Powell Hubble 26. januarja 1949 na Observatoriju Mt. Palomar.